# Tecalco, Veracruz
Tecalco är en ort i Mexiko.   Den ligger i kommunen Ixhuatlán de Madero och delstaten Veracruz, i den sydöstra delen av landet, 200 km nordost om huvudstaden Mexico City. Tecalco ligger 236 meter över havet och antalet invånare är 413.
Terrängen runt Tecalco är huvudsakligen kuperad, men den allra närmaste omgivningen är platt. Runt Tecalco är det ganska tätbefolkat, med 65 invånare per kvadratkilometer. Närmaste större samhälle är Benito Juárez, 17,6 km väster om Tecalco. Omgivningarna runt Tecalco är en mosaik av jordbruksmark och naturlig växtlighet.